# 現場指揮官車

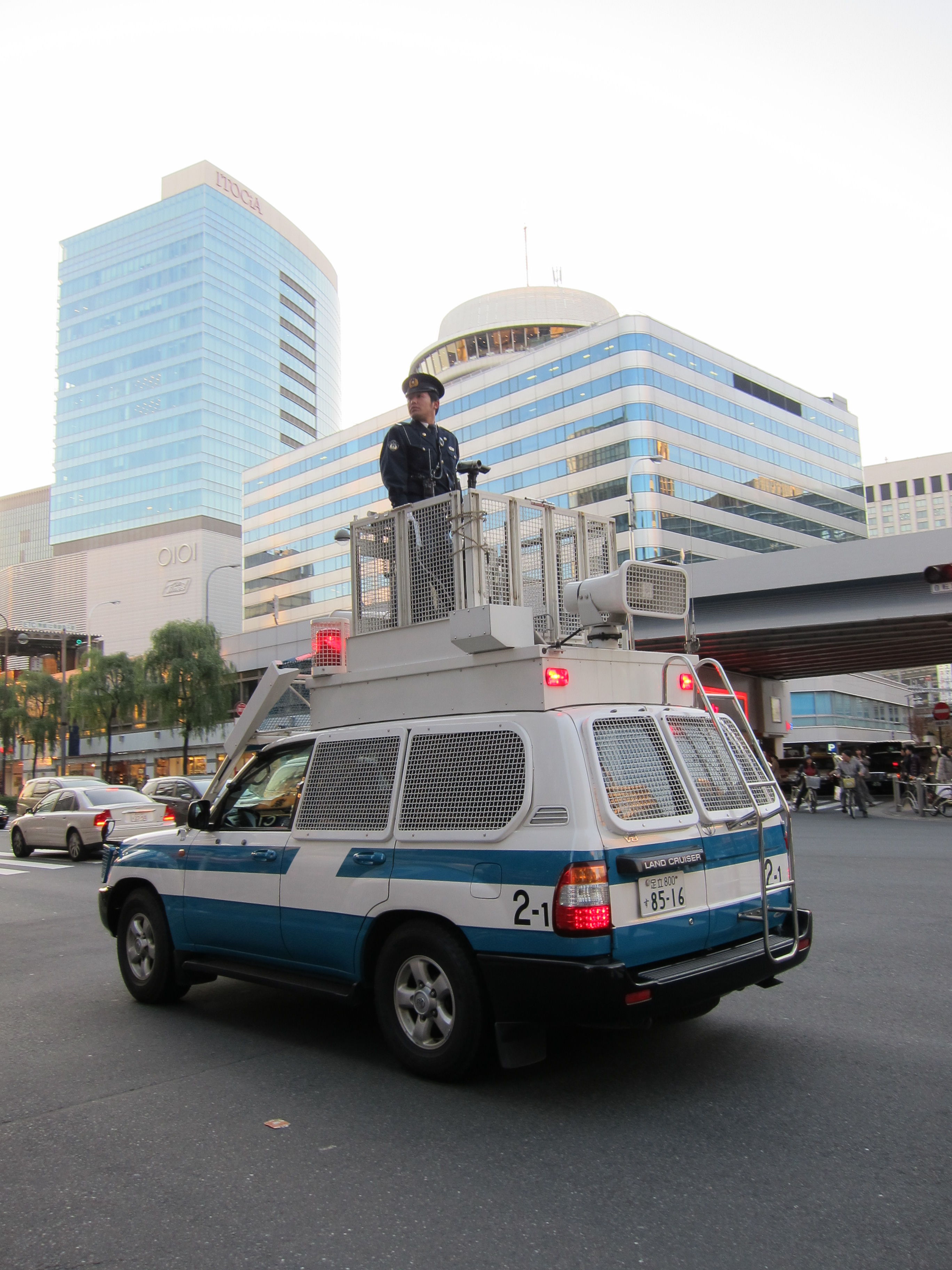
指揮活動中の現場指揮官車

現場指揮官車（げんばしきかんしゃ）とは、日本の警察が使用する車両の一つ。 

## 概要
公安部公安機動捜査隊が使用する『公安現場指揮官車』もあるが、ここでは機動隊、交通機動隊が使う車両について記述する。
主に機動隊や交通機動隊などが使用し、活動現場において指揮官などが乗務し、指揮活動や広報活動などを行う車両。
赤色灯や拡声器などを装備しており、緊急走行が可能である。

## 車両

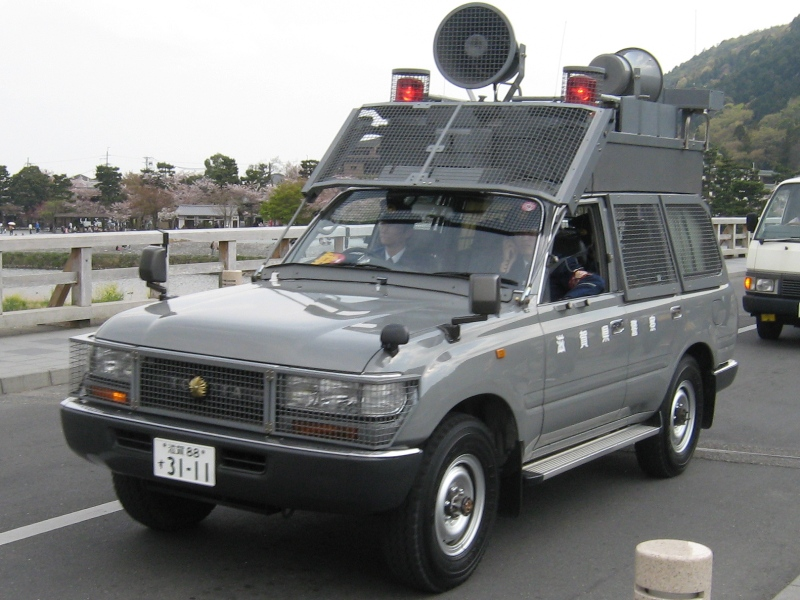
旧カラー（灰色）の車両（滋賀県警機動隊・ランドクルーザー80系）

災害現場など、悪路を走行することを想定し、トヨタ・ランドクルーザーなどの大型SUVを使用することが多い。また、古い車両はカラーが灰色のものもある。

### 現在採用されている主な車種

#### 機動隊現場指揮官車
- トヨタ・ランドクルーザー(80系・100系・200系)
- ミツビシ・パジェロ

#### 交通機動隊現場指揮官車
- トヨタ・ランドクルーザー(80系・100系・200系)
- トヨタ・ランドクルーザープラド

## 装備

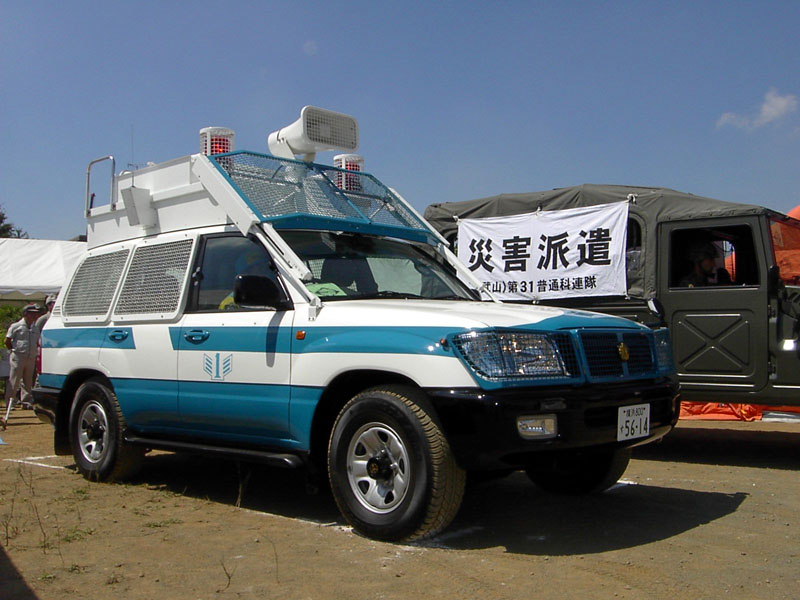
スピーカーや金網を装備した車両（ランドクルーザー100系）

ルーフ上には格納式の指揮台が設けられており、そこに乗り指揮活動を行う。また、上るためのはしごも後部に装備する。
大型のスピーカーや赤色灯なども装備している。
投石などによる損傷防止のため、ウィンドウに金網が設けられているものが多い。また、フロントガラスの部分を保護する金網が自動で昇降する装置がつけられたものもある。
車内にはマイクや無線機、サイレンアンプやスピーカー操作部などが装備されている。